# Scabiosa taygetea
Scabiosa taygetea är en tvåhjärtbladig växtart. Scabiosa taygetea ingår i släktet fältväddar, och familjen Dipsacaceae.

## Underarter
Arten delas in i följande underarter:
- S. t. portae
- S. t. taygetea